# Moscari
Moscari és una vila del Raiguer de Mallorca situada al terme de Selva, a mig camí entre les viles de Selva i Campanet. Té uns 600 habitants.

## Nom
En el Llibre del Repartiment, el nom està documentat com a l'alqueria de Moscàritx. Es tracta d'un topònim anterior a la Conquista i paral·lel a Fartàritx, Tacàritx i Caimari, que, ben igual que aquest darrer, perdé la consonant final cap al segle xiv.
Joan Coromines, que opina que aquests derivats en -itx provenen de plurals llatins en -es amb la sibilant palatalitzada, pensa que podria ser el plural de l'adjectiu muscarius, -a, -um, que en llatí pot fer referència a diverses plantes.

## Geografia
Moscari està situat en un coster elevat (140 m) al puig de la Bisbal (200 m), i es troba a la intersecció de diversos camins: la carretera de Selva a Campanet i el camí reial d'Inca a Binibona. La contrada està delimitada al sud pel torrent de Massanella, a sud-oest pel torrent del Pont d'en Blai (afluent de l'anterior), a nord-oest pel camí de Selva a Campanet per Can Tabou, a nord-est pel torrent del Pont Petit o de Can Tabou i a l'est pel terme de Campanet.
Es troba a la comarca del Raiguer, una contrada caracteritzada per turons de poca prominència i fonts i torrents abundants. Destaca el turó de la Bisbal (200 m), que separa Moscari de Selva, i els torrents de Can Tabou o del Pont Petit al nord, de Massanella i el seu afluent, el del Pont d'en Blai, al sud. Tota la regió presenta uns grans sediments argilosos a poca profunditat que impedeixen la infiltració d'aigües, cosa que comporta que els torrents es mantenguin actius bona part de l'any i afavorí que s'hi instal·lassin nombrosos molins d'aigua.
El clima de la contrada és subhumit, amb una pluviometria d'una mitjana anual entre 850 i 750 mm, una oscil·lació tèrmica de 15-15,5 °C i una mitjana anual de 16-17 °C. Pel que fa als vents, és freqüent el gregal, procedent de la badia d'Alcúdia.
Pel que fa a la vegetació, predominen els camps de conreu, principalment ametlerars i cereals, combinats a la zona del turó de la Bisbal amb qualque olivar. Gràcies a l'abundància d'aigua amb les fonts, els molins i els torrents també es troben zones d'hort, sobretot a les proximitats del torrent de Massanella. Solament al coster nord del turó es conserven restes de l'alzinar originari, que cobria tota la zona en el moment de l'arribada dels primers humans.

## Història
A la regió de Moscari no s'han localitzat restes prehistòriques rellevants, tal vegada desaparegudes amb l'extensió de les terres de cultiu.

### L'alqueria de Moscàritx
En època islàmica, l'alqueria de Moscàritx, juntament amb la veïna d'Auxella, es trobava dins el districte d'Inca. Durant aquest període, com a la resta de l'illa, s'estengué la xarxa d'obtenció i aprofitament d'aigua, amb la construcció de fonts de mina, síquies i molins d'aigua, i a l'alqueria d'Auxella es desenvolupà l'horticultura de l'alfals, el cànem i el lli.
Després de la Conquesta Catalana, en el Repartiment, l'alqueria de Moscàritx, de vint jovades (230 quarterades), caigué del costat reial, i el rei la donà a Ferrer de Pallarès, paborde de Tarragona. La senyoria alodial de la pabordia de Tarragona era exercida mitjançant l'escrivania de Biniamar i la cúria de Palma, i els alous eren al vintè de lluïsme, la presentació de fadiga de trenta dies i l'obligació de capbrevar els béns immobles en esser requerits.
Cap al segle xv, s'havia desenvolupat un petit nucli, amb terres comunals i voltat de grans propietats (la Bisbal, Auxella, el Blanquer, el Rafal), afavorit per la seva localització a la cruïlla de dos camins: el camí de Selva a Campanet i el camí d'Inca a Biniamar. Al mateix temps, però, el fet d'estar fora de les principals rutes del Raiguer (el camí d'Inca a Alcúdia, el d'Inca a Pollença i el de Lluc) n'impedí un major creixement.

### Increment demogràfic

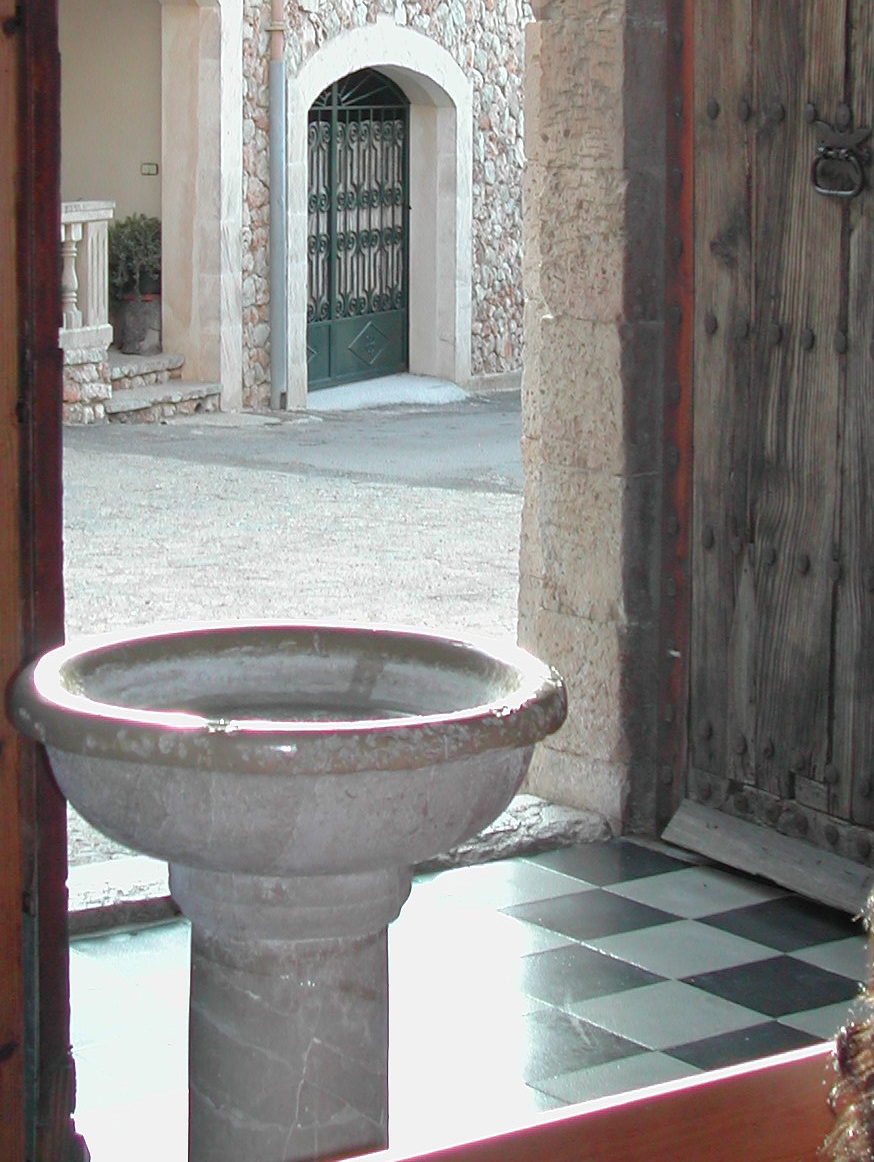
La pica baptismal de l'església

Al llarg de tota l'edat mitjana, la major part de grans propietats romangueren en mans de ciutadans, i la major part de pagesos no eren propietaris, de manera que els moscariencs s'involucraren en la Revolta Forana de 1451 i les Germanies de 1521, a les quals seguiren grans represàlies. Dins el segle xvii, però, es produí un gran augment demogràfic i la petita propietat s'estengué, a partir de la fragmentació de determinades grans propietats. Amb tot, també augmentaren els jornalers sense terra i el bandolerisme, que dins aquest segle fou molt present a Moscari i a tota la comarca.
Aquest augment demogràfic determinà la necessitat de construir un lloc de culte, atès que, fins llavors, els moscariencs anaven a missa i eren enterrats a Selva. Una primitiva capella construïda a començament de segle fou renovada el 1669 i dedicada a Santa Anna, nom corrent a la família del prevere Perelló, que en promogué la construcció. El segle xviii, l'augment demogràfic persistí, i el 1788 els moscariencs demanaren al bisbe que el capellà de la vila tengués residència fixa a Moscari perquè pogués ensenyar les primeres lletres als infants del poble, i que s'ampliàs la capella. El segle xix, la població continuà de créixer, i el 1835 s'instal·là el primer capellà resident a Moscari, i poc més tard es construí el primer cementeri i s'erigí l'església en sufragània de la parròquia de Selva. A més, s'anà ampliant el temple amb la construcció de capelles laterals, reparacions i reconstruccions, que s'allargaren de 1827 a 1862, i es decorà l'interior amb peces procedents dels convents desamortitzats el 1835.
El segle xix, la desigualtat en el repartiment dels recursos portà a un retorn de la delinqüència, on els robatoris i les violències, per part de jornalers empobrits, eren una constant, fins ben entrat el segle xx. A l'obra Minyonia d'un infant orat, de Llorenç Riber, es recull aquest ambient delictiu a la vila, que també donà lloc a altres llegendes populars. Malgrat tot, la tipologia de la propietat, amb abundància de petits propietaris, impedí que l'empobriment fos generalitzat, i l'emigració de moscariencs cap a l'Argentina, França i Alger entre 1920 i 1950 fou escassa.
El 1918, les monges franciscanes adquiriren una casa a Moscari, destinada a convent. El 1924, la comunitat estava integrada per una superiora, dues auxiliars, una professora, una infermera i una cuinera. Aquesta comunitat es dedicà a l'ensenyament i a tasques sanitàries i assistencials.
El 1935, la vicaria de Moscari fou elevada a parròquia pel bisbe Josep Miralles i Sbert. El 1948, en el centenari de la constitució de la vicaria, s'erigí un monument al Sagrat Cor de Jesús dins el pinar del Puig d'en Guardiola, vora la carretera de Selva, esdevengut el punt de referència de processons, pancaritats i actes religiosos, popularitzat amb la denominació del Sant de Moscari.

### L'arribada del turisme
L'entrada de Mallorca en el monocultiu del turisme comportà el final del creixement demogràfic a Moscari, que del segle xvii fins a la dècada de 1950 s'havia mantengut continu. L'arribada d'una nova economia afavorí l'abandonament de les tasques agrícoles i el trasllat a poblacions més pròximes al litoral: a tall d'exemple, una part significativa dels olivars malmesos en la nevada de 1956 s'abandonà definitivament. Amb tot, molts de moscariencs que traslladats a altres viles mantengueren les seves llars com a segones residències, en part gràcies a la millora de les comunicacions, i Moscari evità la ruïna del seu patrimoni arquitectònic. D'altra banda, l'arribada del turisme també causà que hi hagués grans propietats venudes a estrangers, principalment britànics i alemanys.

## Cultura
La festa patronal és la de Santa Anna, dia 26 de juliol, però les festes populars són el darrer diumenge d'agost. També té una gran popularitat la festa del Dijous Bo d'Inca.